# Giovanni Enrico Eugenio Vacca

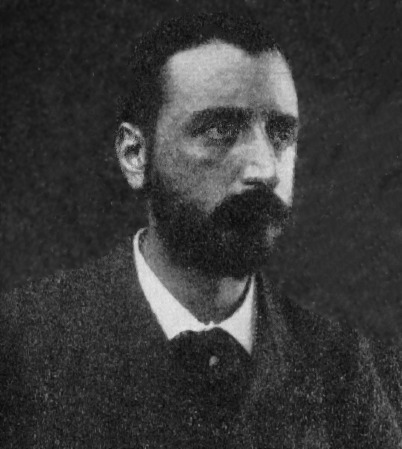
Giovanni Vacca

Giovanni Enrico Eugenio Vacca (* 18. November 1872 in Genua; † 6. Januar 1953 in Rom) war ein italienischer Mathematiker.

## Leben
Er studierte an der Universität Genua Mathematik und promovierte 1897 bei G.B. Negri. Im November 1897 wurde er Assistent bei Giuseppe Peano, den er beim Verfassen seiner Formulario unterstützte. Er beschäftigte sich auch mit Geschichte der Mathematik und Naturwissenschaften. 1899 studierte er in Hannover die unpublizierten Manuskripte von Gottfried Wilhelm Leibniz, die er 1903 teilweise veröffentlichte.
Ein wesentlicher Beitrag Vaccas bestand darin, dass er 1910 und 1926 nach Euler einen zweiten Typ einer Reihenentwicklung (die nach ihm benannte Vacca-Reihe) mit rationalen Gliedern für die Eulersche Konstante angegeben hat:
{\displaystyle {\begin{aligned}\gamma &=\sum _{k=2}^{\infty }(-1)^{k}{\frac {\left\lfloor \log _{2}k\right\rfloor }{k}}={\tfrac {1}{2}}-{\tfrac {1}{3}}+2\left({\tfrac {1}{4}}-{\tfrac {1}{5}}+{\tfrac {1}{6}}-{\tfrac {1}{7}}\right)+3\left({\tfrac {1}{8}}-\dots -{\tfrac {1}{15}}\right)+\dots \\\zeta (2)+\gamma &=\sum _{k=2}^{\infty }\left({\frac {1}{\lfloor {\sqrt {k}}\rfloor ^{2}}}-{\frac {1}{k}}\right)=\sum _{k=2}^{\infty }{\frac {k-\lfloor {\sqrt {k}}\rfloor ^{2}}{k\lfloor {\sqrt {k}}\rfloor ^{2}}}={\tfrac {1}{2}}+{\tfrac {2}{3}}+{\tfrac {1}{2^{2}}}\left({\tfrac {1}{5}}+{\tfrac {2}{6}}+{\tfrac {3}{7}}+{\tfrac {4}{8}}\right)+{\tfrac {1}{3^{2}}}\left({\tfrac {1}{10}}+\dots +{\tfrac {6}{15}}\right)+\dots \end{aligned}}}

Er bemerkte dazu:
There is some hope that this series can be of some use in the proof of the irrationality of {\displaystyle \gamma }, a very difficult problem, proposed, but not resolved, in the Correspondence, recently published, between Hermite und Stieltjes.
Weiter hat er 1910 eine komplexe Iteration für die Kreiszahl {\displaystyle \pi \ } publiziert:
{\displaystyle x_{0}=i,\quad x_{n+1}={\frac {x_{n}+|x_{n}|}{2}}} mit {\displaystyle \lim _{n\to \infty }x_{n}={\frac {2}{\pi }}}.
Sie ist jedoch wegen der notwendigen Langzahlarithmetik nicht gut zur numerischen Berechnung von {\displaystyle \pi \ } geeignet, weil die Effizienz gegenüber den bekannten Borwein-Iterationen deutlich schlechter ist. Mit jedem Iterationsschritt wird nur etwa eine halbe Dezimalstelle gewonnen. Es ist {\displaystyle x_{23}=0{,}636619772367573902289405968390...+0{,}00000011920928955078125...i}.